# Schwarz Stein
Schwarz Stein, anciennement nommé Rudolf Steiner, est un groupe japonais de visual kei. Il est actif entre 2001 et 2004, et signé sur le label de Mana. Schwarz Stein se reforme dix ans après sa séparation, en 2014.

## Histoire
Le groupe est composé de deux membres : Kaya (ex isola) au chant, et Hora (ex Velvet Eden) en tant que compositeur. Il est produit par Mana pour son label Midi:Nette. Schwarz Stein débute sous le nom « Rudolf Steiner » en 2001, composé par le duo Kaya (ex-vocaliste de Isola, autrefois connu sous le pseudonyme de Hime) et de Hora (ex-claviste de Velvet Eden). Ils réalisent alors deux cassettes démo non officielles : Perfect Garden et Queen of Decadence. Leur style musical assez atypique, mélange de musique trance, de dark wave, le tout pris dans une ambiance très goth, attire le regard de Mana.
En 2002, Rudolf Steiner signe sous le label Midi:Nette et devient Schwarz Stein. En juillet de cette année, le groupe sort son premier single officiel contenant une nouvelle version de Perfect Garden et le titre Beautiful the Virgin. En 2003, Schwarz Stein réalise un premier album New Vogue Children. L'ambiance est posée, le titre de l'album annonce déjà le style récurrent du groupe. Le tout est un duo tranchant entre les performances posées et mélodieuses de Kaya (dont la voix rappelle celle de Juka de Moi dix Mois et celle de Gackt dans Malice Mizer) et la mélodie agressive très techno et trance, à laquelle se mêle des sons de synthèse d'orgues de cathédrale, de clavecin et de piano. Des thèmes d'introductions instrumentaux ponctuent l'album avec des ballades comme Trancient, et des morceaux plus trash comme Bio Genesis ou Succubus. 
Le groupe apporte un visuel à la fois très soigné et un peu gore et décadent. Le deuxième single sort ensuite avec les titres Current et Syphilis and Disorder avec une version instrumentale pour chaque. À noter que les singles de Schwarz Stein représentent presque des mini-albums en sachant que les titres déjà parus ne sont pas repris dans les albums officiels. En 2004 arrive le second et dernier album du groupe, Artificial Hallucination. L'album tient un son un peu plus léger que le précédent. Le 29 mars, Schwarz Stein donne un ultime concert à O-Shibuya West et se dissout par la suite. Le 15 décembre 2004, Schwarz Stein reprend vie le temps d'une soirée pour l'événement produit par Midi:Nette Dis Inferno II ~Last Year Party~ où il partage l'affiche avec Moi dix Mois. Le groupe se sépare en 2004 et les deux membres entament alors des projets solos.
En mars 2005, Hora sort son premier album solo nommé Inner Universe et un deuxième album The World en décembre 2005. En avril 2006 sort un collectif Another Cell, où sont réunis des titres de Rudolf Steiner, de l'album d'Hora Inner Universe avec d'autres artistes à l'appui. Il s'agit bien d'un travail collectif et nom d'une reformation du groupe.
Le 20 juillet 2011, le groupe renaît ponctuellement de ses cendres pour fêter son 10e anniversaire, sortant pour l'occasion un mini-album nommé Recurrence of Hallucination, limité à 1 000 exemplaires et commandable sur le site de Hora. Schwarz Stein monte sur scène le 31 juillet 2011 au Takadanobaba Area pour un concert unique afin de fêter l'événement.
En février 2014, Kaya annonce le retour du groupe la même année pour un concert. Le 5 novembre 2014, le duo sort un single intitulé Sleeping Madness. Le groupe tourne en 2017 et Kaya vient jouer avec Scharz Stein à Los Angeles en janvier 2018 pour la première fois en cinq ans.

## Discographie

### Albums studio
- 2003 : New vogue children
- 2004 : Artificial Hallucination

### Démos
- 2001 : Queen of Decadence (en tant que Rudolf Steiner)
- 2001 : Perfect Garden (en tant que Rudolf Steiner)

### Singles
- 2002 : Perfect Garden
- 2003 : Current

### Mini-album
- 2011 : Recurrence of Hallucination (édition limitée)

### DVD
- 2011 : Recurrence of Hallucination -Live- (édition limitée)